# Hala Jaworzynka

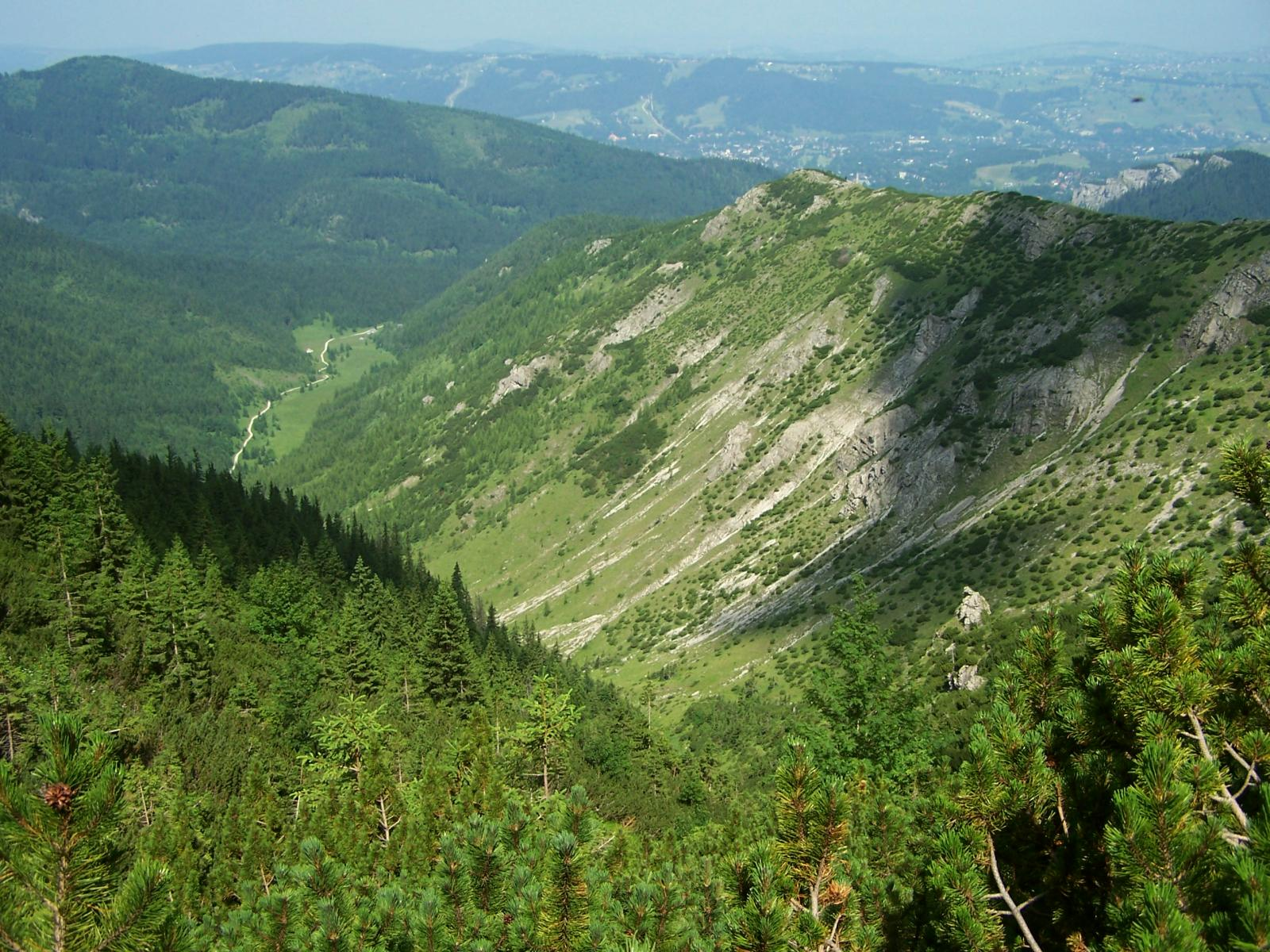
Tereny dawnej Hali Jaworzynka

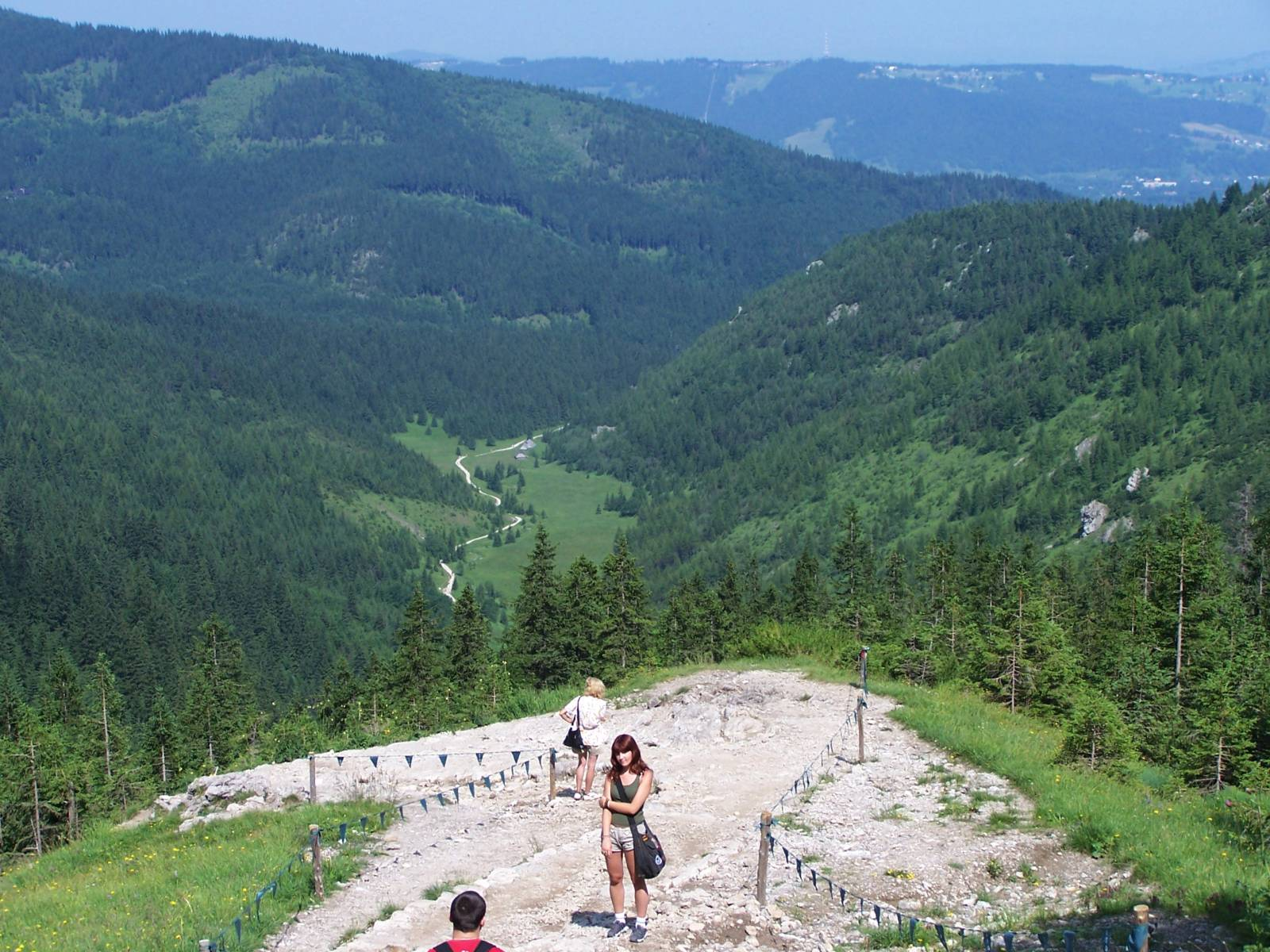
Tereny dawnej Hali Jaworzynka

Hala Jaworzynka – dawna hala pasterska w dolinie Jaworzynce w polskich Tatrach. Miała łączną powierzchnię 191,23 ha i obejmowała znajdującą się na dnie doliny polanę Jaworzynka oraz wszystkie zbocza doliny. Jej nazwa pochodzi od rosnących tutaj dawniej jaworów. Ponieważ nazwa Jaworzynka występuje w Tatrach dość często, hala była dawniej dla odróżnienia nazywana Jaworzynką Łuszczkową (od nazwiska Łuszczków, dawnych jej właścicieli). Właściwe pastwiska stanowiły tylko 8 ha powierzchni, reszta to halizny (55 ha), lasy (67,13 ha), kosodrzewina (10 ha) i nieużytki (51,1 ha). Ponadto powierzchnia serwitutów w lasach państwowych wynosiła 109,25 ha. W 1960 r. wypasano tutaj aż 211 owiec, co przekraczało znacznie możliwości tej hali. Nastąpiło sztuczne obniżenie górnej granicy lasu aż o 340 m. Nadmierny wypas doprowadził do całkowitej niemal degradacji i erozji zboczy doliny. Jaworzynka była w Tatrach najbardziej reprezentatywnym przykładem szkód wyrządzanych górom przez nadmierny wypas. Zbocza Boczania i Skupniowego Upłazu były właściwie pustynią – wapiennym piarżyskiem. Antoni Wrzosek w 1911 r. pisał o tych zboczach: „...tworzące ponury krajobraz krasowej pustyni żwirowej”. Roślinność alpejska została w znacznym stopniu zniszczona. W 1962 r. TPN wykupił od górali z Murzasichla cały obszar i włączył go do terenów parku. Dokonano zalesień i zadarniania zniszczonych erozją zboczy.

## Szlaki turystyczne
– żółty, przebiegający dnem Doliny Jaworzynki z Kuźnic na Przełęcz między Kopami. Czas przejścia: ok. 1:40 h, ↓ 1:10 h.